# 姜沆
姜沆（1567年—1618年）字太初，號睡隱。朝鮮王朝中期的官員。
1593年文科合格，並於1597年萬曆朝鮮戰爭爆發之際擔任刑曹佐郎的要職，負責向全羅道的明朝將領楊元運送糧食。然而日軍進攻並破壞了朝鮮軍的防線。鳴梁海戰之後，姜沆一族在避難中被騷擾黃海沿岸的日本水軍藤堂高虎部俘虜，送往日本。
在日本期間，姜沆最初被關押在伊予大洲，後來遷往伏見。在此期間他同日本儒學學者藤原惺窩交流中，對其朱子學的體系化大為感慨。在大約三年的俘虜生活見聞中，他將日本的制度和情勢記錄下來，寫成《看羊錄》。該書對日本的國情、國土特徵、各大名的情形有著詳細記載。
1600年4月，姜沆被釋放，經對馬島歸國，再次在朝鮮當官。許多人仰慕姜沆的文才，投奔其門下，姜沆的門人輩出。